# Anahí Durand Guevara
Anahí Durand Guevara (Lima, 1 d'abril de 1978) és una sociòloga, catedràtica d'universitat i política peruana, que exerceix de ministra de la Dona i Poblacions Vulnerables del Perú en el govern de Pedro Castillo des del 29 de juliol de 2021.

## Trajectòria acadèmica
Nasqué l'1 d'abril de 1978 al districte de Pueblo Libre de la ciutat peruana de Lima sent filla del sociòleg Julio Durand Lazo. Es llicencià en Sociologia per la Universitat Nacional Major de San Marcos (UNMSM) i un obtingué un màster en Ciències socials per la Facultat Llatinoamericana de Ciències Socials (FLACSO). Es doctorà en Sociologia per la Universitat Nacional Autònoma de Mèxic. Durand assolí la plaça de catedràtica de la FLACSO, a la UNMSM, especialitzant-se en moviments socials, representació política, pobles indígenes, interculturalitat i gènere.

## Trajectòria política
Durand és membre del moviment polític Nou Perú i fou cap del pla de govern de la candidata presidencial de Verónika Mendoza per a les eleccions generals de 2021. En aquell procés electoral, es postulà sense èxit a parlamentària andina per Junts pel Perú. Després de l'aliança per la segona volta electoral entre Nou Perú i Perú Lliure, partit del candidat Pedro Castillo, passà a ser part de l'equip tècnic que elaborà el pla de govern per als 100 primers dies.

### Ministra de la Dona i Poblacions Vulnerables
El 29 de juliol de 2021 fou nomenada ministra de la Dona i Poblacions Vulnerables del Perú en el govern de Pedro Castillo. En el jurament del càrrec ministerial manifestà en castellà: «Por la memoria de Micaela Bastidas, por las mujeres peruanas y un país con igualdad. Sí, juro» ("Per la memòria de Micaela Bastidas, per les dones peruanes i un país amb igualtat. Sí, juro").